# جيناريق (أديامان)
جيناريق (بالكردية: Çinarik‏) (بالتركية: Cınarik)‏ هي قرية كرديّة رشوانيّة تتبع إداريّاً لمديرية أديامان في محافظة أديامان التركية الواقعة في جنوب شرق الأناضول. وبلغ عدد سكانها 90 نسمة في عام 2021 وسكانها من قبيلة رشوان الكردية.